# Ethiopica aenictopis
Ethiopica aenictopis là một loài bướm đêm trong họ Noctuidae.